# 조 케네디

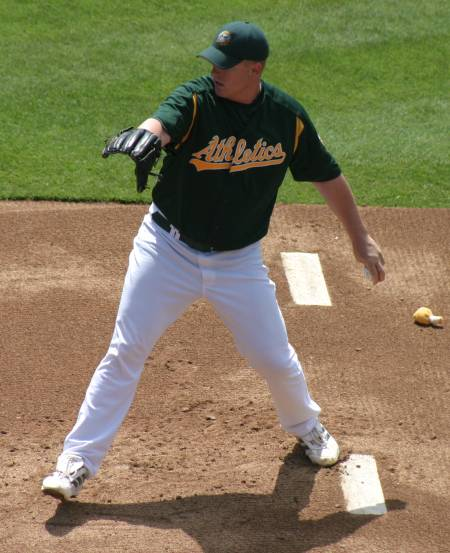
조지프 달리 케네디

조지프 달리 케네디 (Joseph Darley Kennedy, 1979년 5월 24일 ~ 2007년 11월 23일)는 미국의 야구 선수이며, 포지션은 좌완 투수이다.

## 생애
2001년 탬파베이 레이스에서 데뷔했으며, 이후 2004년 콜로라도 로키스를 거쳐 2005년 제이 위타식과 함께 오클랜드 애슬레틱스로 트레이드되어 활약하였다. 그 뒤 2007년 8월 웨이버 공시를 통해 애리조나 다이아몬드백스로 이적했으나, 입단한 지 한 달도 되지 않아 부상으로 인해 방출된 뒤 곧바로 토론토 블루제이스에 입단하였다.
2007년 11월 23일 플로리다주에 있는 처가에서 잠을 자고 일어난 뒤 의식을 잃었으며, 급히 브랜던의 한 병원으로 이송되었지만 결국 사망하였다. 부검 결과 사인은 왼방실판막의 기능부전으로 인한 고혈압성 심장질환인 것으로 밝혀졌다.